# Cyornis tickelliae
Papa-moscas-de-tickell ou papa-moscas-azul-indiano (Cyornis tickelliae) é uma pequena ave passeriforme da família Muscicapidae.
É uma espécie insectívora, que se reproduz em regiões tropicais do sul da Ásia, da Índia e Sri Lanka até à Indonésia.
Ocorre em floresta seca, charnecas e em jardins. Faz o seu ninho em buracos de árvores ou entre rochas. Coloca entre 3 a 5 ovos.
Tem um comprimento de 14 cm. O macho apresenta o dorso com coloração azulada. O pescoço e peito são de cor avermelhada. O resto da região ventral é branca. As fêmeas não são tão coloridas e as suas partes vermelhas são mais reduzidas em tamanho e intensidade. Os juvenis têm o dorso, a cabeça e o peito castanhos, sendo as asas e cauda azuis.